# Escalante (Cantabria)
Escalante es un municipio y localidad de la comunidad autónoma de Cantabria, situado en la comarca de Trasmiera; es además la capital del municipio. Limita al norte con Arnuero y Argoños, al oeste con Meruelo y Hazas de Cesto, al sur con Bárcena de Cicero y al este con la bahía de Santoña. La cabecera municipal es la localidad de Escalante, situada en una vega junto al nacimiento de la Fuentona. Esta dista seis kilómetros de Santoña y treinta y ocho de la capital autonómica, Santander.

## Símbolos
El Ayuntamiento posee bandera y escudo herádico municipal. Este último aprobado por Real Decreto en 1982. El escudo tiene forma ibérica o española: cuadrilongo con el borde inferior redondeado en la punta, y su descripción es la siguiente: En campo de gules, un león rampante de oro, y en punta ondar de plata y azur (azul). Al timbre de corona real cerrada.

## Geografía
Con una superficie de 19,11 km², Escalante es el octagésimo cuarto municipio de Cantabria por superficie (ver tabla).
El municipio está situado en la zona oriental de Cantabria, dentro de la comarca de Trasmiera. Limita al norte con los términos de Argoños y Arnuero, al sur con Hazas de Cesto y Bárcena de Cicero, al oeste con Meruelo y al este, separado por la marisma de Santoña, con el término municipal de Laredo.

### Relieve e hidrología
La geografía del municipio está constituida por una llanura que ocupa la zona central cerrada al oeste por una serie de colinas que van desde el límite con Hazas de Cesto hasta Arnuero, denominándose en este último tramo como Sierra de Baranda. En la parte este del municipio se encuentran las marismas de Santoña, donde desembocan la ría de Argoños y el río Asón, además del canal de Escalante.

### Clima
El territorio municipal se ubica en la región climática de la Ibéria Verde de clima Europeo Occidental, clasificada también como clima templado húmedo de verano fresco del tipo Cfb según la clasificación climática de Köppen.

## Demografía
Escalante cuenta con una población de 736 habitantes (INE 2024).
| Gráfica de evolución demográfica de Escalante entre 1842 y 2021                                                     |
| |
| Población de derecho según los censos de población del INE Población de hecho según los censos de población del INE |

|  | Gráfico no disponible temporalmente debido a problemas técnicos. |

|  | Gráfico no disponible temporalmente debido a problemas técnicos. |

## Administración y política

### Gobierno municipal
Francisco Sarabia Lavín (PRC) fue elegido alcalde del municipio en 2019.
| Periodo   | Nombre                   | Partido | Partido                                 |
| --------- | ------------------------ | ------- | --------------------------------------- |
| 2003-2011 | Pedro José Jado Samperio |         | Partido Regionalista de Cantabria (PRC) |
| 2011-2019 | Juan José Alonso Venero  |         | Partido Popular (PP)                    |
| 2019-act. | Francisco Sarabia Lavin  |         | Partido Regionalista de Cantabria (PRC) |

| Partido político                         | 2023  | 2023  | 2023       | 2019  | 2019  | 2019       | 2015  | 2015  | 2015       | 2011  | 2011  | 2011       | 2007  | 2007  | 2007       | 2003  | 2003  | 2003       |
| Partido político                         | Votos | %     | Concejales | Votos | %     | Concejales | Votos | %     | Concejales | Votos | %     | Concejales | Votos | %     | Concejales | Votos | %     | Concejales |
| Partido Regionalista de Cantabria (PRC)  | 328   | 61,42 | 4          | 254   | 47,83 | 3          | 120   | 23,72 | 1          | 202   | 36,66 | 3          | 212   | 36,24 | 3          | 298   | 51,29 | 4          |
| Partido Popular (PP)                     | 135   | 25,28 | 2          | 201   | 37,85 | 3          | 302   | 59,68 | 5          | 284   | 51,54 | 4          | 241   | 41,20 | 3          | 180   | 30,98 | 2          |
| Partido Socialista Obrero Español (PSOE) | 69    | 12,92 | 1          | 66    | 12,42 | 1          | 75    | 14,82 | 1          | 54    | 9,80  | 0          | 103   | 17,61 | 1          | 95    | 16,35 | 1          |

### Organización territorial
- El Alvareo
- Baranda
- Cornoció
- Escalante (capital)
- Montehano
- Noval
- Rionegro

## Economía
De acuerdo con la Contabilidad Regional que realiza el Instituto Nacional de Estadística, en el año 2014 la renta per cápita de Escalante era de 14 269 euros por habitante, por debajo de la media regional que se sitúa en 13 888 € y la estatal (13 960 €).
La actividad económica predominante, al igual que en muchos otros municipios de la región, es el sector primario, es decir, la agricultura y la ganadería. Es reseñable la producción de sidra.

## Cultura

### Patrimonio
Existen en este municipio dos Bienes de Interés Cultural, con categoría de monumento:
- Convento de los OFM Capuchinos, en Montehano. Allí se encuentra enterrada Bárbara Blomberg, madre de don Juan de Austria.
- Ruinas del Castillo de Montehano.

### Fiestas

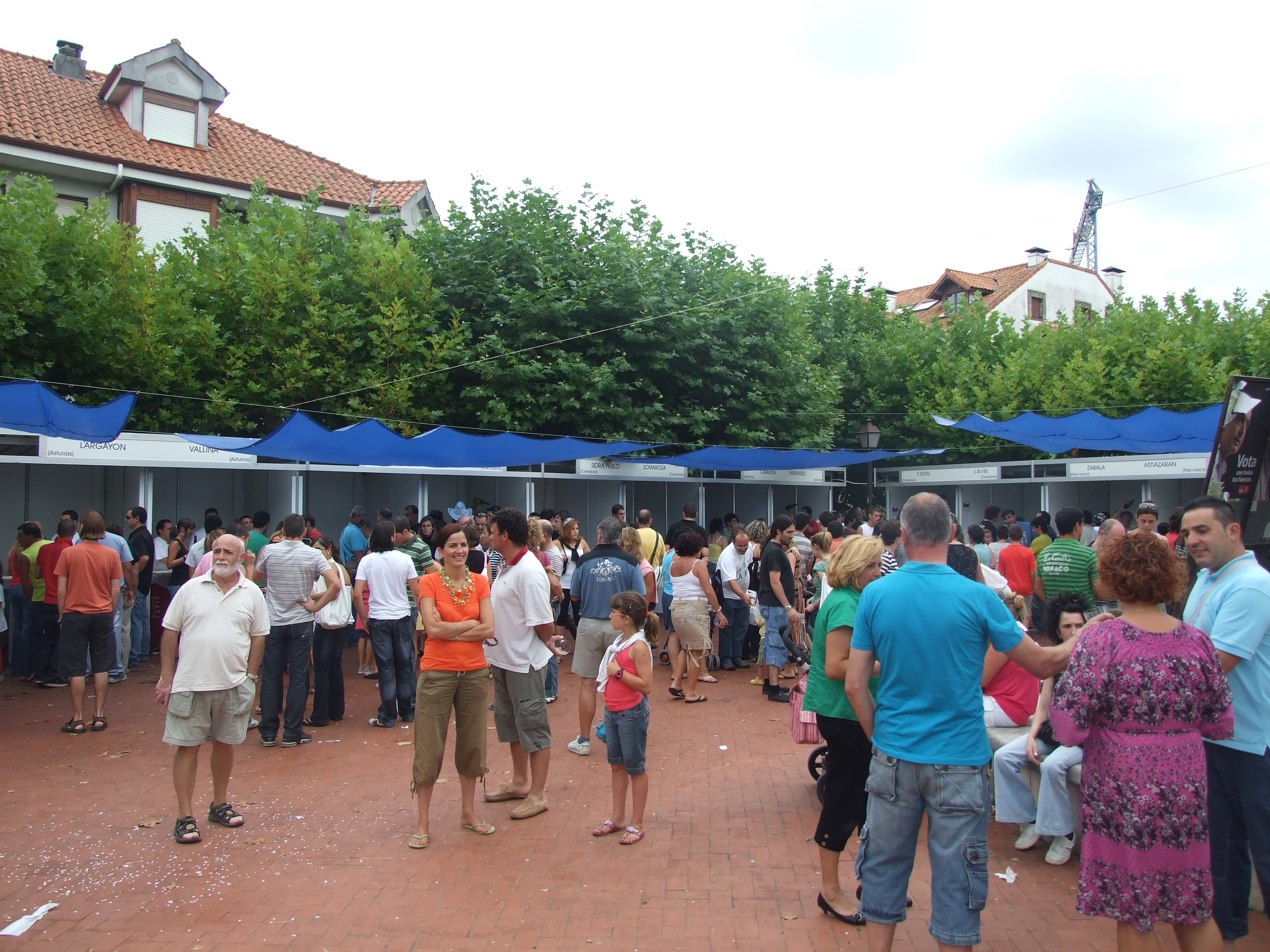
Día de la Sidra en Escalante

En cuanto a fiestas populares, cabe destacar las de la Virgen de la Cama y la Fiesta de la Sidra.